# Mosaik-Zyklus-Konzept
Das Mosaik-Zyklus-Konzept (auch Mosaik-Zyklus-Theorie) wird in den Bereichen Ökologie und Naturschutz diskutiert. Es dient neben der fachlich-theoretischen Diskussion der Entwicklung (Sukzession) von Ökosystemen auch zur Entwicklung und Umsetzung von Naturschutz- und Nutzungsstrategien (v. a. Forstwissenschaft). Das Konzept wurde u. a. anhand von Untersuchungen von Wald-Ökosystemen (Urwaldrelikten) entwickelt.
Das Mosaik-Zyklus-Konzept geht von einer wiederkehrenden Abfolge (Zyklen) verschiedener Entwicklungsstadien (Sukzessionsstadien) von Ökosystemen aus. Innerhalb eines Ökosystems seien alle verschiedenen Sukzessionsstadien auf Teilflächen gleichzeitig anzutreffen. Dabei setzen lokale und regionale Störungen den Sukzessionsprozess jeweils auf einzelnen Teilflächen asynchron zurück, so dass sich ein heterogenes Mosaik von Entwicklungsstadien ergibt. Die Mosaik-Zyklus-Theorie ist ein Spezialfall einer dynamischen Betrachtung von Ökosystemen, die aber – entgegen häufiger Darstellung – nicht mit dem patch dynamics- oder gap dynamics-Konzept identisch ist, insofern diese Konzepte kein Klimaxstadium kennen, wohl aber die Mosaik-Zyklus-Theorie.
Die Autoren Hermann Remmert und Wolfgang Scherzinger beschrieben Anfang der 1990er Jahre, dass sich (Wald-)Ökosysteme „zyklisch verjüngen“ und die Sukzession innerhalb eines Ökosystems phasenverschoben und asynchron ablaufen kann. Die Ursachen hierfür können sowohl endogen (innerhalb des Systems liegend) als auch exogen (außerhalb des Systems liegend) sein. Ein flächendeckend einheitliches Klimaxstadium wird nach diesem Konzept, entgegen älteren Meinungen (Mono- und Polyklimaxtheorie), nie erreicht. Vielmehr entwickelt sich ein Ökosystem, das aus einem dynamischen Mosaik verschiedener Pflanzengemeinschaften und Altersstufen besteht.

## Zyklen und Mosaike der Sukzession
Ökosysteme unterliegen, wie alle natürlichen Systeme, einer natürlichen Dynamik. Ein Wald kann sich z. B. nur erhalten, wenn einzelne Bäume absterben, die dadurch entstehenden Lücken aber wieder von neuen Bäumen eingenommen werden. Diese Regenerationsdynamik eines Systems hat komplexe Auswirkungen, die sich unter Umständen auf unterschiedlichen räumlichen und zeitlichen Skalen auswirken. Die Verjüngungslücken im Wald sind auf für den Wald idealen Standorten im idealen Klima möglicherweise nicht größer als ein einzelner Baum (wenn dieser aus natürlichen Ursachen „im Stehen“ abstirbt und zusammenbricht); sie können mehrere Baumlängen umfassen (wenn ein stürzender Baum andere Bäume mit sich reißt). Durch Faktoren wie Brände, Sturmwurf, Insektenkalamitäten u. ä. können Bestände auch auf großen Flächen absterben und größere Lücken bilden.
Eine Lücke im System kann anfänglich von einem Individuum einer einzigen Art aufgefüllt werden. Oft kommt hier eine schneller wachsende „Pionierart“ zum Zuge, die erst nach längerer Zeit von der Ursprungsart verdrängt werden kann. Es können auch mehrere solcher Pionierarten aufeinander folgen. Bei der Beobachtung solcher Regenerationsvorgänge in natürlichen Ökosystemen stellten Forscher fest, dass diese in verschiedenen Systemen regelhaft nach bestimmten Mustern ablaufen können. So erkannten z. B. Sprugel und Bormann in Balsamfichtenwäldern Nordamerikas langgezogene Streifen abgestorbener Bäume im Urwald, die zu einem Verjüngungszyklus mit einer Periode von ca. 80 Jahren gehören, der gleichsam wellenförmig den Wald durchläuft. Sousa fasst verschiedene Untersuchungen zu nordamerikanischen Waldökosystemen zusammen, die aus unterschiedlich großen Flecken bestehen, die jeweils auf einen Waldbrand zurückgehen. Nicht durch Brand entstandene Bestände kommen in diesen Wäldern nicht vor.
Der erste Wissenschaftler, der solche auf Verjüngungszyklen zurückgehende Muster beschrieben hat, soll Andre Aubreville im Jahr 1938 gewesen sein. Beobachtet man die Entwicklung eines solchen Waldes an einem bestimmten Punkt über einen längeren Zeitraum, nimmt man eine gerichtete Veränderung, eine Sukzession wahr. Die gesetzmäßige Abfolge solcher Zustände wird als Sukzessionsreihe bezeichnet. Beobachtet man aber lange genug, geht das letzte Stadium der Sukzessionsreihe wieder in das erste über, sie schließt sich dadurch zu einem Kreis (nach dem griechischen Wort: einem Zyklus). Die Größe der Flächen, auf der dieser Zyklus synchron durchlaufen wird, ist die Größe der Verjüngungslücke im System. Wenn die nebeneinander liegenden Verjüngungslücken nicht miteinander synchronisiert sind, laufen die Zyklen in jeder Lücke zeitversetzt zueinander ab. Bei räumlicher Betrachtung zu einem beliebigen Zeitpunkt sieht man ein Mosaik aus quasi-homogenen Teilflächen, die sich jeweils in einem bestimmten Zustand des Verjüngungszyklus befinden.
Diese zyklische Entwicklung eines vom Menschen unbeeinflussten Waldes erfolgt in unterschiedlichen Waldtypen (zum Beispiel subalpin, boreal usw.), also je nach Struktur der Systeme, auf unterschiedlich großen Teilflächen. Diese verschiedenen Teilflächen unterschiedlicher Sukzessionsstadien bilden von oben betrachtet ein Mosaik. Die Größe der „Mosaikflächen“ wird vor allem von den die Verjüngungsdynamik steuernden Faktoren beeinflusst (großflächig: z. B. Waldbrand, kleinflächig: z. B. individueller Alterstod der Bäume). Die Länge des Zyklus hängt naturgemäß von der Lebensdauer der beteiligten Arten ab. Sie kann aber, wie im Falle aufeinander folgender Generationen von Pionierarten, unter Umständen erheblich länger sein als die Lebensdauer der langlebigsten Art. Im Falle von Waldbränden hängt sie möglicherweise von Faktoren wie der Produktivität ab (Nachlieferung von gut brennbarem Totholz) und ist dann unabhängig von der Lebensdauer der Arten. Sie kann auch völlig von exogenen Faktoren abhängen, z. B. von der durchschnittlichen Häufigkeit extremer Stürme (Orkane, Hurrikane). Meist scheint eine Mischung aus endogenen und exogenen Faktoren vorzuherrschen.
Die Verjüngungsdynamik von Urwäldern ist naturgemäß in Mitteleuropa mit seinen jahrtausendealten Kulturlandschaften erheblich schwieriger zu erforschen als z. B. in Nordamerika. Entsprechend ist die Verjüngungsdynamik der mitteleuropäischen Urwälder innerhalb der Forschung stark umstritten. Da Urwälder überhaupt nur noch kleinflächig, meist in Südosteuropa in gebirgiger Lage, erhalten sind, und in Wirtschaftswäldern (auch in naturnah bewirtschafteten) der Mensch die Verjüngungsdynamik bestimmt, kann für fast alle mitteleuropäischen Wälder die natürliche Dynamik nur mühsam durch Analogieschlüsse erschlossen werden. Von besonderem Wert sind hier die Ergebnisse der Urwaldforschung (z. B.).
Flächengrößen nach Schäden (nach Scherzinger 1991):
- zusammenbrechende, überalterte Vegetation (Waldbäume): 100–500 m²
- Windwurf im Laubmischwald: 1–2 ha, selten bis 25 ha
- Windwurf im Nadelwald: mehrere 100 ha
- Insektengradationen: mehrere 100 ha – 100 km²

Flächengrößen der Teilstücke nach Ökosystemen (nach Jedicke 1994):
- Bergmischwald 0,2–0,3 ha
- Buchenwald 1–2 ha
- subalpiner Fichtenwald bis 100 km²

## Phasen (Stadien) des Mosaik-Zyklus-Konzepts
Angaben nach dem Konzept von Remmert. Zeitangaben und „Maße“ sind nur ungefähr anzugeben.
- (Ruderalphase)
  - t = 0 bis 2 Jahre nach Zusammenbruch
  - sehr selten
  - Vegetation: Gräser, Stauden, zum Beispiel Brennnessel (Urticaceae), Gehölze wie Brombeeren (Rubus)
  - Bewuchshöhe bis 2 m, noch viel liegendes Totholz
  - Fauna, Indikatorart: zum Beispiel Zauneidechse (Lacerta agilis), Wespenbussard, Mäusebussard
- Pionierwaldphase
  - t = 2–15 a
  - Gehölze wenige Jahre alt, teilweise Ruderalfluren
  - noch kein Kronenschluss, Bäume bis 5 m, Weiden und Pappeln höher, Totholz nimmt ab
  - Pionierarten treten verstärkt auf, wie Weiden (Salix), Pappeln (Populus), (Salicaceae); aber auch Rotbuche (Fagus sylvatica) nur in (eu-)ozeanischen Klimaten
  - Tierarten (Indikatoren): Haselhuhn, (Wespenbussard)
  - tritt nur selten auf nach großflächiger, starker Störung (Zusammenbruch)
- Dickungsphase
  - t = 15–75 a
  - Kronenschluss, Bäume bis 10 m, Totholz nimmt ab
  - Artenzusammensetzung je nach Standort
  - Indikatoren: Sperber, Haselhuhn
- Schlusswaldphase
  - t = 75–100 a
  - kaum Totholz, Bewuchs bis 15 (20) m
  - Buntspecht, (Sperber)
- Optimalphase, größter Zuwachs, Idealzustand für Forstwirtschaft
  - t = 100–250 a
  - vollständig geschlossenes Kronendach, Totholzanteil nimmt wieder zu, Wuchshöhe erreicht Optimum 20, (30) m, Starkholz nimmt zu
  - Buntspecht, Schwarzspecht, Habicht, Raufußkauz
- Plenterphase
  - t = 250–400 a
  - umfallendes Totholz reißt Lücken, Totholzanteil (liegend + stehend) nimmt zu, großer Starkholzanteil
  - Weißrückenspecht, Hohltaube, Trauerschnäpper
- Zerfallsphase
  - t = 400–550 a
  - Lücken im Bestand und Totholz prägend
  - Schreiadler, Baumpieper, Gartenrotschwanz, Grauspecht, Waldkauz
- Zusammenbruch
  - t = 550–600 a
  - wenige stehende Altbäume
  - Bussard (Mäusebussard), Haselhuhn, Auerhuhn, Heidelerche

## Die Mosaik-Zyklus-Theorie in der Waldbewirtschaftung
Bei den Wirtschaftswäldern (Forsten) wird das Ökosystem durch den Menschen gestört. Trotzdem übernehmen bewirtschaftete Wälder mit naturnaher Artenzusammensetzung Ersatzfunktionen für ein gedachtes, ungestörtes Ökosystem. Die Phasen sind in Wirtschaftswäldern wiederzufinden, jedoch unterscheiden sie sich mehr oder weniger stark maßgeblich durch das Vorkommen von Totholz und in der Artenzusammensetzung und können u. U. als Ersatzgesellschaften angesehen werden. Die Häufigkeit und räumliche Ausdehnung der Stadien ist, je nach Bewirtschaftungsweise und Auslegung der theoretischen Lehrmeinungen, sehr unterschiedlich.
Die Ruderalphase wird im Wirtschaftswald möglichst vermieden. Eine Vergrasung wirkt als Konkurrenz für Forstpflanzen und fördert schädigende Mäusepopulationen. Sie verzögert in der Regel die schnelle Entwicklung des neuen Bestandes und verursacht Kosten. In Altersklassenwäldern versucht man durch entsprechende Verjüngungsverfahren (Lichtungshieb, Femelhieb) diese Phase möglichst schnell zu durchlaufen oder ganz zu vermeiden. Die Ruderalphase wird hier insbesondere nach Kahlschlägen erreicht. Die Ruderalflora und -fauna entspricht annähernd denen des Kahlschlags. Kahlschläge werden aber zunehmend verboten oder zumindest räumlich begrenzt. In Dauerwäldern (zum Beispiel Plenterwald) ist die Ruderalphase ganz ausgeschaltet worden. Stark vertreten ist sie in Nieder- und Mittelwäldern, die heute jedoch nur noch in Relikten vorhanden sind. Diese werden alle 20 bis 30 Jahre „auf den Stock“ gesetzt, und dadurch wird in relativ kurzen Perioden die Ruderalphase erneut durchlaufen. Das Verjüngungsproblem kann in diesen Wäldern umgangen werden, da die Verjüngung durch Stockausschlag erfolgt, welcher in dieser Phase konkurrenzkräftiger als Kernwuchs ist. Viele Nieder- und Mittelwälder stehen unter Naturschutz, da die entsprechende Kahlschlagflora sehr artenreich ist und Kahlschläge in den heutigen Wirtschaftsformen wie oben beschrieben immer seltener werden.
Die Pionierwaldphase entspricht in den Wirtschaftswäldern am nächsten den Kulturen im Altersklassenwald, insbesondere nach Naturverjüngung (in Hinsicht auf Baumartenzusammensetzung) oder bei Kulturen nach Kahlschlag (in Hinsicht auf Lichteinfluss und damit verbundenem Auftreten von Pionierbaumarten). Diese Altersklassenphase wird als sehr anfällig gegenüber Krankheiten, Wildverbiss und kleinklimatischen Einflüssen betrachtet, und man versucht sie so kurz wie möglich zu halten. Im Plenterwald wird diese Phase wiederum ausgeschaltet. In Nieder- und Mittelwäldern haben in der Zeit vom ersten Stockausschlag bis Kronenschluss Birke, Weide und Pappel die Möglichkeit sich anzusiedeln. Früher wurden diese Pionierbaumarten oft als Konkurrenz und somit als Unkraut betrachtet und deshalb bei den Kulturpflegearbeiten beseitigt. Die heutige Sichtweise ist eine andere. Die Pionierbaumarten helfen, den Kronenschluss schneller herbeizuführen, und werden in einem gewissen Grade als pflegende Baumarten akzeptiert.
Dickung wird auch im Schlaghochwald die entsprechende Entwicklungsstufe genannt, die nach Kronenschluss einsetzt und mit beginnender natürlicher Astreinigung endet. Im Nieder- und Mittelwald nimmt diese Phase einen großen Anteil der Umtriebszeit ein. Im Plenterwald ist sie durch die starke Mischung von Bäumen in unterschiedlichen Altern und Durchmessern nicht in der beschriebenen Form ausgebildet.
Die Schlusswald- und Optimalphase entsprechen den forstlichen Entwicklungsstufen Stangen- und Baumholz. Letztere Phase wird in Niederwäldern nicht mehr erreicht, da das Wirtschaftsziel bereits vorher erreicht wurde und die Bestände erneut auf den Stock gesetzt wurden; hier wird der Zyklus vorzeitig abgebrochen und neu gestartet. Erste Erträge können in der Schlusswaldphase erzielt werden, aber wirtschaftliches Ziel im heutigen Waldbau ist das Erreichen der Optimalphase mit starkem Zuwachs und hohem wirtschaftlichen Gewinn. Das Absterben einzelner Bäume durch Konkurrenzdruck und damit anfallendes Totholz ist jedoch im Wirtschaftswald je nach Bewirtschaftungsintensität stark vermindert. Die Selektion der zu entnehmenden Bäume wird durch den Forstmann bestimmt, und die ausfallenden Glieder (Stämme) werden aus dem Bestand gebracht und verkauft.
Die Plenterphase hat ihren Namen aus dem Plenterbetrieb erhalten. Allerdings werden die Lücken im Wirtschaftswald nicht durch umfallendes Totholz, sondern durch gezielte Holzernte geschaffen. Im Plenterwald wird diese Phase durch die Bewirtschaftung langfristig manifestiert. Andere Phasen kommen in deutlicher Ausformung hier nicht vor. Im Altersklassenwald wird die Phase mit Beginn der Endnutzung erreicht, sobald diese zum Beispiel als Lichtungs- oder Femelhieb durchgeführt wird. Das in die Löcher einfallende Licht bereitet den Boden für die Naturverjüngung vor (durch Erwärmung wird der Humusabbau beschleunigt) und ermöglicht ersten Sämlingen das Keimen.
Die Zerfallsphase und der Zusammenbruch werden im Altersklassenwald in der Endnutzung durchlaufen. Allerdings fehlt das entsprechende Totholz, und der Ablauf geht in sehr kurzer Zeit vonstatten. Wirtschaftliches Ziel ist, das noch stehende Holz zu nutzen und durch Auflichtung beziehungsweise Freistellung der Flächen die neue Generation einzuleiten. Dieses entspricht auch dem Ende des Zyklus.
Zusammenfassend ist zu sagen, dass die Strukturen des Mosaik-Zyklus-Konzepts auch in Wirtschaftswäldern wiederzufinden sind. Die Zyklen werden jedoch in deutlich kürzeren Zeiträumen durchlaufen. Diese können bei Fichtenbetrieben bei unter 100 Jahren liegen und erreichen in langsamwüchsigen Eichenbetrieben Zeiten von etwa 250 Jahren. Einige Bewirtschaftungsformen wie Niederwald oder Plenterwald schließen einzelne Phasen systematisch aus (siehe oben). Das immer mehr angestrebte Prinzip einer Dauerwaldbewirtschaftung mit Vermeidung von Kahlflächen trägt ebenfalls dazu bei, die Ruderal- und Pionierwaldphase zu verdrängen. Allgemein abweichend ist in Wirtschaftswäldern auch das Fehlen von größeren Mengen Totholz, welches für einige Phasen mitprägend ist. Viele Betriebe versuchen, durch Totholzprogramme dieses Manko auszugleichen. Allerdings sind solche Maßnahmen in der Regel an Einkommensverluste gekoppelt und werden daher oft nur halbherzig umgesetzt.

## Konsequenzen für Ökologie und Naturschutzpraxis
Die Anwendung des Mosaik-Zyklus-Konzepts in Naturschutz und Waldbewirtschaftung hat vor allem dazu geführt, dass die sehr große Bedeutung der zeitlichen Dynamik für das Verständnis der Ökosysteme heute viel umfassender gewürdigt wird. Die frühere Betrachtung der Biotope, an der Kulturlandschaft mit ihrer geringen Dynamik ausgerichtet, führte zu recht statischen Konzepten z. B. der Wälder, die von Waldgesellschaften als pflanzensoziologischen Einheiten und darauf ausgerichteten Konzepten wie der Klimaxvegetation oder der potenziellen natürlichen Vegetation geprägt waren. Durch die patch dynamics und die Urwaldforschung ist dies als verkürzte Sichtweise des gesamten Systems zu verstehen. Im Naturschutz entwickelte sich der Ansatz des Prozessschutzes, der gezielt die  Dynamik in die Betrachtung mit einbezieht.
Jedicke leitet u. a. aus dieser Theorie die Forderung nach langfristig zu sichernden Großschutzgebieten ab, um einen Prozessschutz des Ökosystems zu gewährleisten (Waldbrand, Windwurf usw.). Bei einem großflächigen Windwurf in einem unter Naturschutz stehenden Wald kann der Status eines Naturschutzgebietes wieder aufgehoben werden, weil der Schutzzweck „Erhaltung des Waldes“ entfällt. In letzter Konsequenz müsste der Schutzzweck auf die Prozesse der Sukzession ausgeweitet werden. Die praktische Umsetzung und Überprüfung des Konzepts wird zukünftig durch die Anlage von Wildnisentwicklungsgebieten ermöglicht.
Die praktische Anwendbarkeit des Mosaik-Zyklus-Konzepts im engeren Sinne auf die mitteleuropäischen Naturwälder wird in der Fachwelt heute allerdings überwiegend kritisch gesehen. Gerade die Ergebnisse der Urwaldforschung deuten darauf hin, dass in den mitteleuropäischen Laubwäldern die Verjüngungszellen (also die Mosaik-Flächen) sehr klein sind und selten die Größe eines Einzelbaums (ca. 2.000 m²) überschreiten. Weiterhin verjüngt sich der Klimaxwald in der Regel direkt, ohne dass Ruderal- oder Pionierwaldphasen durchlaufen würden. In diese Richtung deuten auch experimentelle Befunde zur Waldverjüngung. Wenn die Größe des „Mosaiks“ nicht größer als ein Baum ist und die Dauer des „Zyklus“ seiner Lebensspanne entspricht, wird das Konzept trivial. Vegetationskundler wie Heinz Ellenberg (siehe Lit.) halten seine Anwendung daher für nicht erforderlich.
Interessant sind Beobachtungen von Sperber in Buchen-Eichen-Urwäldern im Iran südlich des Kaspischen Meeres, die den mitteleuropäischen Wäldern in der Artenzusammensetzung in vielem entsprechen. Er beobachtete kleine Verjüngungslücken inmitten ausgedehnter „Hallenwälder“ mit mächtigen Urwaldriesen (wie sie für warm-feuchte Regenwälder typisch sind). Dabei scheinen in den einzelnen Lücken zunächst andere Arten als die ausgefallenen aufzukommen.

## Verbindung zwischen Mosaik-Zyklus und dem Einfluss großer Weidetiere
Mit der Megaherbivorenhypothese existiert eine weitere Theorie, die dynamische Vorgänge in Naturwäldern betont und damit die herrschende wissenschaftliche Auffassung, die einzelstammweise Verjüngung wäre für die mitteleuropäischen Naturwälder entscheidend, herausfordert. Auch diese Theorie ist in ihrer Anwendbarkeit auf Mitteleuropa stark umstritten. Durch Forschungen in halboffenen Weidelandschaften, insbesondere in den Niederlanden, ergeben sich zwischen beiden Hypothesen interessante Wechselbeziehungen. Angenommen wird ein durch (v. a. Rinder-) Beweidung angetriebener Zyklus, bei dem junge Bäume nur im Schutz dorniger Sträucher und Kräuter aufwachsen können. Die aufwachsenden Bäume schatten ihre dornigen „Ammensträucher“ beim Aufwachsen aus. Dadurch könne unter ausgewachsenen Bäumen kein Baumjungwuchs aufkommen. Sterben die Bäume irgendwann ab, bleibe eine offene Weide übrig, in der dornige Arten (als Weideunkräuter) aufkommen. Damit ist der Zyklus geschlossen und kann neu beginnen. Resultat wäre ein aufgelichteter Wald mit mosaikartig eingestreuten Lichtungen. Die Theorie wird auf Beobachtungen in niederländischen Großschutzgebieten mit frei laufenden Weidetieren gestützt, ist aber bisher noch spekulativ und nicht allgemein anerkannt.